# Ennomos clausa
Ennomos clausa là một loài bướm đêm trong họ Geometridae.